# Микрургия
Микрурги́я ( μικρός — малый + ἔργον — труд, работа, действие), или микродиссекция ( μικρός — малый + лат. dissectio — рассечение, разрезание) — совокупность методических приёмов и технических средств для осуществления операций на очень мелких объектах: одноклеточных организмах, отдельных клетках многоклеточных, внутриклеточных структурах. В 20 веке произошёл прорыв в сфере микрургии в связи с усовершенствованием микроманипуляторов и специальных микроинструментов — игл, микро электродов и др.